# Aparajito
Aparajito (bengalí: অপরাজিত Ôporaŷito, también conocida como El invencible), la segunda parte de la Trilogía de Apu, fue dirigida por Satyajit Ray en 1957. Presenta como estrellas a Kanu Banerjee y a Karuna Banerjee. Adaptado desde la última sección de la novela de Bibhutibhushan Banerjee Pather Panchali y desde la primera sección de su continuación Aparajito, el segundo fascículo de la serie tiene como foco la vida de Apu desde la infancia hasta la universidad. Aparajito ganó el León de Oro al Festival Internacional de Cine de Venecia del 1957.
Aparajito fue nominada como una de las 100 mejores películas por la revista Time y fue también discutida en un capítulo sobre la Trilogía de Apu en el libro de Las grandes películas de Roger Ebert.

## Trama
La película empieza con la familia de Apu acomodándose en un apartamento cerca de un ghat (largo escalón que llevan a uno, en este caso, al río Ganga) en Benarés, donde Apu se hace rápidamente nuevos amigos. Mientras Sarbajaaya (la madre de Apu) se queda a casa, Harihar (su padre) trabaja como sacerdote. La noche de Diwali, sin embargo, Harihar está en la cama con la fiebre y Apu es obligado a consolarle. A pesar del consejo de su esposa, se parte para el ghat el día siguiente, sufre un colapso al escalón en el camino de la casa y fallece poco después.
Puesto que Harihar ya no está para protegerle a la familia, le toca a Sarbajaaya ganarse la vida como empleada y cuidar a la familia. Sarbajaaya y Apu pasan algún tiempo en varios pueblos; primero, la señora de la madre les invita a quedarse en un pueblo pero pronto se trasladan a otro. En cuando se acomoden por fin en un pueblo que se llama Mansapota, Apu empieza a ir a la escuela y estudia minuciosamente.
Lentemente, se le ofre una beca para ir a Kolkata. Aunque esté impresionada, Sarbajaaya francamente niega que su hijo se vaya. Dentro de poco se rinde, aunque de mala gana, y le ayuda para que se vaya. Desde este punto, la película llega a ser cada vez más conmovedora mientras Ray filma una lucha eterna entre las ambiciones del joven y la madre que le ama.
Apu tiene que trabajar en una prensa para ganarse la vida. A Sarbajaaya le urgen las noticias y las visitas de su hijo pero Apu sólo puede visitar pocas veces y se encuentra desplazado en Mansapota. La pesadumbre lentemente le enferma seriosamente a Sarbajaaya y, cuando revela en una carta que está enferma, Apu se parte para Mansapota y averigua que se ha quedado huérfano. Después de consultarle a un pariente, decide hacer las exequias de su madre a Kolkata.

## Crítica
Damian Cannon escribió en 1998: "Creando Aparajito, Ray ha fabricado un estudio de la verdad, de cómo son [realmente] las cosas en vez de cómo quisiéramos que fueran...El problema es que en relación a...la complejidad emocional, el inicio de Aparajito es a la vez lente y, con frecuencia, incomprensible. Ray permite que la historia cambie de tema con poca explicación, representando la animación de Benarás sin representar a la familia como una familia en este contexto...Ray supone que se ha visto Pather Panchali y que esto da una perspectiva de fondo. Sin embargo, el conocimiento de Ray de los temas unidos de la independencia y el abandono es superbo, informado por una capacidad para captar la emoción breve en película." 
James Berardinelli escribió en 1996:«Aparajito fue filmado hace cuarenta años, del otro lado del mundo, pero los temas y las emociones fijados en la narrativa están notoriamente relacionados con la sociedad occidental moderna (por eso se llama un “clásico eterno”)... Aparajito es una película pasmosa. Su composición rica y poética está perfectamente ligada a la resonancia sublimemente emocional de la narrativa. Para los que han visto Pather Panchali, Aparajito presenta una continuación casi sin defecto del viaje que empezó allí. Sin embargo, para los que se han perdido el esfuerzo anterior de Ray, la película no pierde ninguna parte de su impacto. Solo o como parte de la Trilogía de Apu, no hay que perderse Aparajito."
| Predecesor: Ordet | Ganador León de Oro Aparajito 1957 | Sucesor: El hombre del carrito |

- Datos: Q622382
- Multimedia: Aparajito (1956) / Q622382